# Reprezentacja Niemiec w koszykówce kobiet
Reprezentacja Niemiec w koszykówce kobiet - drużyna, która reprezentuje Niemcy w koszykówce kobiet. Za jej funkcjonowanie odpowiedzialny jest Niemiecki Związek Koszykówki.